# Little Big
Little Big е руска рейв група, основана през 2013 г. в Санкт Петербург. Съставена е от Иля Прусикин (вокали), Сергей Макаров (диджей и продуцент), Соня Таюрская (вокали) и Антон Лисов (беквокали). Дебютният им албум With Russia From Love излиза на 17 март 2014 г.

## История
Групата дебютира на музикалната сцена на 1 април 2013 г. с първото си видео Every Day I'm Drinking. Първата им публична изява е на 2 юли 2013 г. в клуб A2, където подгряват Die Antwoord. Следват турнета из Европа, Русия и Северна Америка..
На 19 декември 2015 г. групата издава втория си албум, Funeral Rave. Той достига 8-о място в руската класация на iTunes.
На 21 май 2016 г. видеата към песните Give Me Your Money и Big Dick печелят награди на Берлинските музикални видео награди – Big Dick печели награда за най-долнопробно видео, а Give Me Your Money печели трето място за най-добро представяне.
Групата създава свой собствен лейбъл – „Little Big Family“. През април 2018 г. Олимпия Ивлева решава да напусне групата, заявявайки, че се е изморила и че иска да започне собствен бизнес за шоколад и бельо.
Little Big постигат голям успех със сингъла Skibidi на 6 октомври 2018 г. През март 2020 г. групата издава видео за песента си „UNO, която да се състезават на песенния конкурс Евровизия 2020. Събитието, обаче, е отменено поради пандемията от коронавирус.

## Музикален стил
Групата се самоопределя като сатирична арт-колаборация, която разчита не само на музика, но и на визуални ефекти и шоу. Little Big осмива различни руски национални стереотипи. Всички видеа са снимани от Алина Пасок, като групата продуцира собственоръчно всичките си видеа.
Групата често е сравнявана с Die Antwoord, като понякога дори е наричана „Руският Die Antwoord“. Критиците считат, че групата има съвсем различна идентичност, излагайки слушателя на руския фолклор и култура.

## Дискография

### Студийни албуми
- With Russia From Love (2014)
- Funeral Rave (2015)
- Antipositive, Pt. 1 (2018)
- Antipositive, Pt. 2 (2018)

### EP
- Rave On (2017)
- Skibidi (2019)
- Go Bananas (2019)